# Одиши (исторический регион)

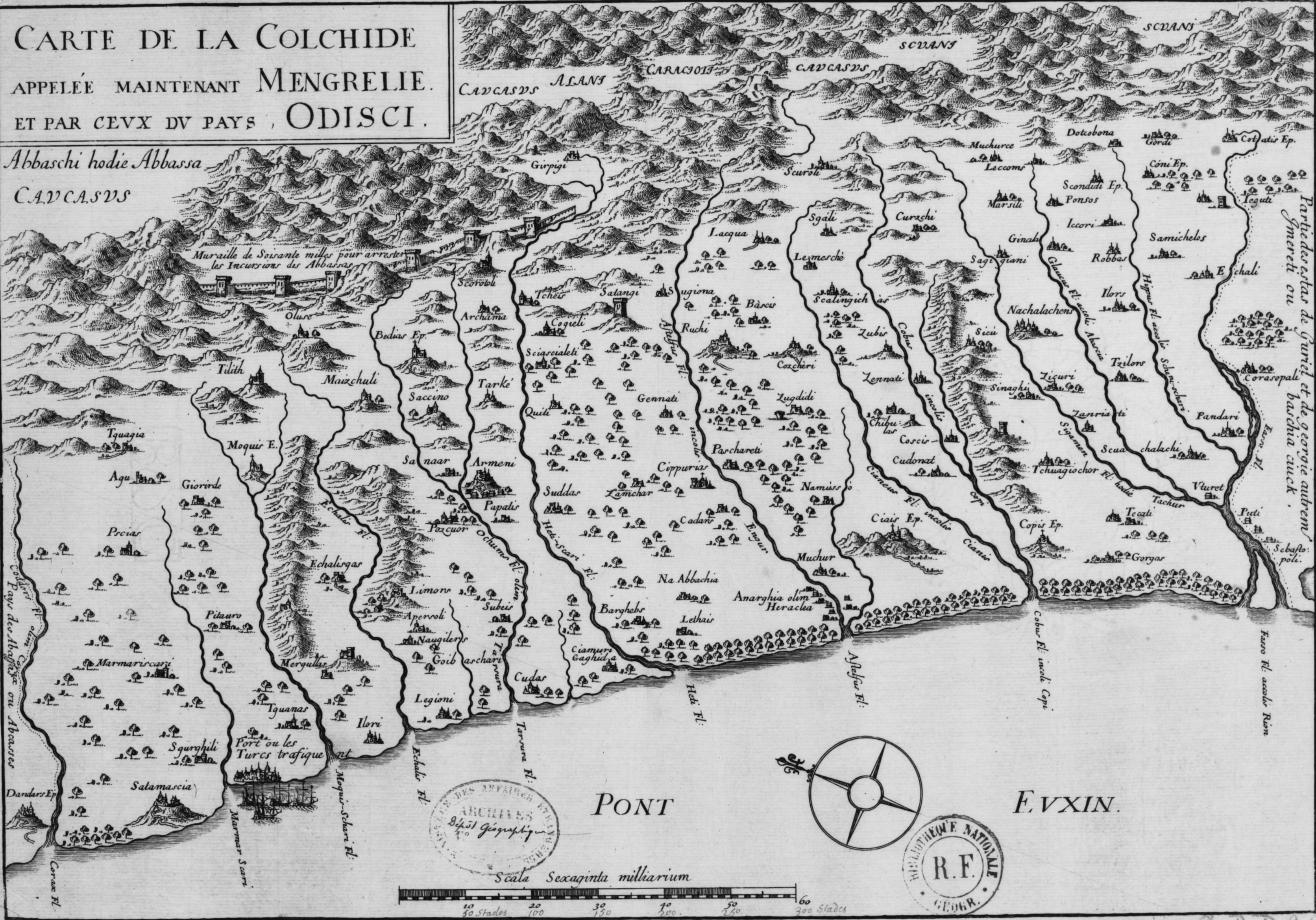
Карта Одиши работы Арканджело Ламберти (1654)

Одиши (груз. ოდიში) — исторический регион в западной Грузии, занимающий основную часть княжества Мегрелия. С начала XIX века этот топоним был вытеснен названием Самегрело (Мегрелия).

## География
Как и у большинства исторических регионов Грузии, границы Одиши не раз менялись. На западе регион был ограничен Чёрным морем, на востоке рекой Цхенисцкали; на северо-западе Одиши граничит с Абхазией, порой расширяясь за её счёт; на севере граница проходила по горам Лечхуми, соприкасаясь со Сванетией; река Риони образовала границу между Одиши и Гурией на юге. В более узком смысле Одиши занимала земли между Чёрным морем, реками Ингури и Техури. Главным и крупнейшим городом был Зугдиди. Монастырь Чкондиди в Мартвили служил главным христианским кафедральным собором. В Грузии жителей Одиши называли одишари.

## История
Название Одиши впервые появляется в грузинских летописях во времена царицы Тамары (1184-1213) как феодальное владение эристави Дадиани. Суверенными князьями Дадиани стали после распада Грузинского царства в 1490-х годах. Изначально, и в ранней современной грузинской исторической литературе Одиши назывался как регионом, так и всем княжеством Дадиани. Последнее стало известно европейцам как Мингрелия по названию основной группы людей, населяющих его, но они также были знакомы с Одиши как названием одного из двух основных подразделений Княжества Мегрелия, другое название — Лечхуми. Грузинское название Мегрелии, Самегрело, хотя и упоминались в гораздо более ранних записях, не имело общего употребления до тех пор, пока в 1803 году владетель Мегрельского княжества не вступил в российское подданство. Князь Григол Дадиани, подписывая договор об объединении с Россией от имени Мегрелии, называл себя «законным Господом Одиши, Лечхуми, Сванети, Абхазии, и всех земли, принадлежавшим древним предкам».
Этимология названия Одиши не ясна. Однако есть объяснение этого имени на лазском языке. Оди-ши (Одиши) на языке лазов означали «От Оди». Грузинский учёный начала XVIII века царевич Вахушти, который включил подробные данные региона в своё описание Грузинского царства, предложил народную этимологию Одиши, что означает «когда-то эта земля была нашей». Современная гипотеза связывает Одиши с языческим божеством из мегрельского фольклора, которого звали Оди. В настоящий момент название Одиши носят плато в западной Грузии, село в Сухумском районе и телерадиокомпания, базирующуюся в Зугдиди.